# Renuka
Renuka (Sanskrit रेणुका reṇukā f.) ist im Hinduismus die Ehefrau des weisen Brahmanen Jamadagni (einem Rishi) und Mutter des Parashurama (sechster Avatar des Gottes Vishnu). Renukas Vater ist Renu, beziehungsweise König Prasenajit. Renuka hat noch vier ältere Söhne: Rumanvat, Sushena, Vasu und Vishvavasu.

## Mythos
Eines Tages, bei ihrem täglichen Gang zum Wasserholen, erblickt Renuka am Fluss zufällig Chitraratha, den König der Gandharven (Halbgötter) beim Liebesspiel mit seiner Gemahlin. Als Renuka nachhause kommt, merkt ihr Jamadagni unkeusche Gedanken an, die ihre Vollkommenheit zerstört hätten. Er verlangt nun von seinen Söhnen, sie zu bestrafen und ihr den Kopf abzuschlagen. Die drei ältesten Söhne Rumanvat, Sushena und Vasu weigern sich, Jamadagni verflucht sie deshalb zu Idioten. Aber Parashurama, der jüngste, vollzieht die Strafe zur Zufriedenheit seines Vaters, woraufhin dieser ihm Wünsche freistellt. Parashurama wünscht sich, dass der Fluch über seine Brüder zurückgenommen werde, und dass er seine Mutter wieder zum Leben erwecken dürfe, in perfekter Reinheit. Sie wird anschließend auch Konkana genannt.

## Tamilische Übertragung
In der südindischen Volksreligion der Tamilen wurde dieser Mythos übertragen auf die lokale Pocken-Göttin Mariyamman (Mariamma). In ihrer Version erblickt Renuka einen Gandharva als Spiegelbild im Wasserspeicher (tank), während sie beim Wasserschöpfen einen Fisch betrachtet. Sie ist ergriffen von der Schönheit des Gandharva, verliert aber dadurch sofort ihre Keuschheit, und das Wasserschöpfen gelingt ihr nicht mehr. Ihr Ehemann Jamadagni bemerkt das mit seinem dritten Auge sofort (er ist ein Rishi) und will sie für diese Verfehlung bestrafen. Er fragt zwei seiner Söhne, was mit einer Frau zu geschehen habe, die ihre Keuschheit (Reinheit) verloren habe. Sie antworteten, dass sie zu enthaupten sei. Als sie aber erfahren, dass es um ihre Mutter geht, weigern sie sich, die Bestrafung auszuführen. Ein wenig später kommt Parashurama, der jüngste Sohn, aus der Schule zurück und beantwortet die Frage seines Vaters in gleicher Art. Als Jamadagni ihm erklärt, dass es sich um seine Mutter handele, erbittet er ein Messer sowie das Gewähren von drei Wünschen. Dann geht er auf seine Mutter los. Renuka flieht und läuft dabei in das Haus einer jungen Pariafrau. Parashurama verfolgt sie, schlägt aber im dunklen Haus dieser Frau den Kopf ab, bevor er seine Mutter sieht und auch ihr den Kopf abtrennt. Diesen bringt er zu seinem Vater, der zufrieden ist und seine Wünsche erfüllen will. Als erstes wünscht Parashurama sich, dass seine Brüder ihre richtige Form wiedererlangen. Als zweites, dass seine Mutter wieder zum Leben erweckt werde. Und der dritte Wunsch soll ihre Treue wiederherstellen, weil sie schließlich nur nach einem Fisch geschaut hätte. Jamadagni nimmt seinen Fluch zurück und gibt Parashurama etwas Wasser, mit dem er seine Mutter bespritzen soll, nachdem er ihr den Kopf wieder aufgesetzt habe. Aber Parashurama versieht sich und setzt den Kopf seiner Mutter auf den Körper des Pariamädchens und bespritzt sie anschließend. Als seine Mutter nun feststellt, dass sie den falschen Körper hat, beschwert sie sich bei den Göttern: Mit dem falschen Körper könne sie nicht mehr zu ihrem Mann gehen. Diese antworten ihr, dass sie hier geboren und jetzt Mariyamman, Karumari, Urumari, Tantumari und Kolomari sei, bekannt als Mariyattal. Auf die Frage, woher sie ihr Essen bekommen solle, erklären die Götter, dass sie ab jetzt Pocken-Perlen (auf Tamilisch muttu) verteilen würde. Und die Leute würden ihr dann Essen als milde Gabe geben. Anschließend bricht die Göttin als Mariyattal auf, um sich am Gott Shiva zu rächen (hier unter dem Namen Paraman). Bei ihm angelangt, legt sie zehn Pocken-Perlen auf ihn. Um diese wieder loszuwerden, muss er seine Milchkuh übergeben. Mit dieser kehrt die Mutter (amman) dann zurück.